# Рахат (кондитерская фабрика)
АО «ЛОТТЕ Рахат» (до мая 2021 года — АО «Рахат», до конца 1992 года — «Алматинская кондитерская фабрика») — одно из крупнейших кондитерских предприятий Казахстана.
Главная производственная площадка фабрики расположена в городе Алматы на ул. Зенкова 2а. С 2015 года 92,44 % акций АО «ЛОТТЕ Рахат» принадлежат транснациональной компании из Южной Кореи LOTTE Confectionery.

## История

Головной офис АО «ЛОТТЕ Рахат»

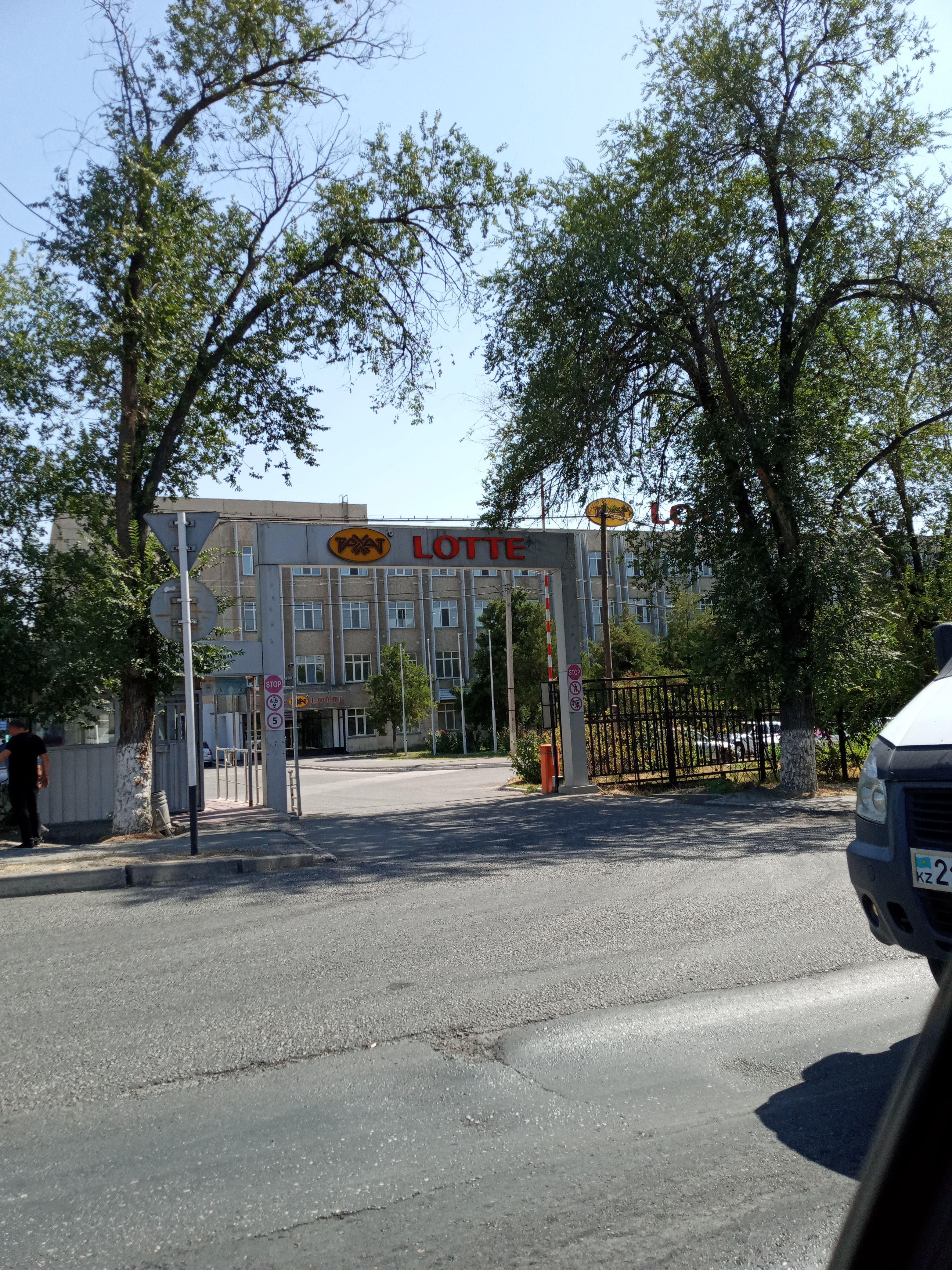
Филиал "Рахат Лотте" в Шымкенте

Основана в 1942 году на базе цехов Алма-Атинского ликёроводочного завода и Московских кондитерских фабрик «имени Бабаева» и «Рот Фронт». Выпускает шоколадные изделия, карамель, печенье, вафли, восточные сладости, зефир, мармелад и другую продукцию. В 1965 году на фабрике началась реконструкция и расширение ряда цехов основного производства, в 1967 году сдан в эксплуатацию бисквитный цех, а в 1980 году — цех по переработке какао-бобов и производству шоколадных изделий (проектная мощность 12,7 тысяч тонн изделий в год). В 1982 году уровень механизации труда составил 64,8 %, в том числе в цехах основного производства 71,5 %, а на участках вспомогательной службы 47,9 %.
До распада СССР фабрика входила в государственное объединение «Кондитерпром» Министерства пищевой промышленности Казахской ССР. В 1992 году в результате приватизации перешла из государственной в частную собственность и преобразована в акционерное общество. В настоящее время ассортимент фабрики составляет более 250 наименований разнообразных кондитерских изделий, относящихся к 10-ти различным группам. Продукция кондитерской фабрики «ЛОТТЕ Рахат» сегодня экспортируется в Россию, Германию, Монголию, Узбекистан, Таджикистан, Китай и Афганистан.
В феврале 2018 года АО «Рахат» участвовала в выставке «ПродЭкспо-2018», которая проходила в Москве. Все представленные наименования продукции завоевали золотые медали и дипломы.
В июне 2020 года было принято решение о приостановлении деятельности кондитерской фабрики "Рахат" в связи с распространением коронавируса.
В апреле 2022 года появились слухи о дефиците сахара у различных производителей. По словам Валерия Кинзерского, операционного директора "Рахат", проблемы есть, но приостанавливать работу производства не планируют.

## Владельцы
В январе 2013 года южно-корейская группа проводила переговоры с акционерами АО Рахат по поводу приобретения акций. И как только слухи о продаже просочились, акции Рахата начали расти: сначала до 2,5 тысяч тенге, затем выше и к моменту сделки выросли до 6,5 тысяч тенге.
22 сентября 2013 года три четверти пакета акций фабрики, занимающей 10 % казахстанского рынка, были оценены в $156,6 млн или $43,5 за акцию с премией к рынку в 30 %.
29 июля 2013 года кондитерская компания Южной Кореи LOTTE Confectionery заключила договор о приобретении примерно 76 % находящихся в обращении акций казахстанского производителя кондитерских изделий АО «Рахат». В результате сделки по продаже акций из состава крупных акционеров вышли британская BD Associates Limited (29 %), Анатолий Попелюшко (25,79 %), Наталья Хильчук (11,54 %).
10 декабря 2013 года LOTTE Confectionery объявила о покупке оставшихся в обращении 23,75 % простых акций АО «Рахат» и предложила миноритарным акционерам в течение 30 дней со дня публикации объявления продать принадлежащие им акции.
Основные акционеры (по состоянию на 10 ноября 2023 года):
| Наименование держателя       | Количество акций | Доля   |
| ---------------------------- | ---------------- | ------ |
| LOTTE CONFECTIONERY CO., LTD | 3 440 362        | 95,57% |
| Миноритарные акционеры       |                  |        |